# 徳島市一宮小学校
徳島市一宮小学校（とくしまし いちのみやしょうがっこう）は、徳島県徳島市一宮町東丁にある公立小学校。

## 沿革
- 1627年 - 関弘斎家塾として設立。
- 1873年 - 関弘斎清白家塾と改称。
- 1873年 - 清白学舎と改称。
- 1878年 - 公立一宮小学と改称。
- 1879年 - 公立一宮小学校と改称。
- 1886年 - 名東郡一宮尋常小学校と改称。
- 1890年 - 名東郡上八万村立一宮尋常小学校と改称。
- 1922年 - 名東郡上八万村立一宮尋常高等小学校と改称。
- 1941年 - 名東郡上八万村立一宮国民学校と改称。
- 1947年 - 名東郡上八万村立一宮小学校と改称。
- 1955年 - 徳島市との合併により現在の校名である徳島市一宮小学校と改称。

## 校歌
- 作詞: 小西英夫
- 作曲: 木村秀行

## 通学区域
- 一宮町、下町[1]

## 進学先中学校
- 徳島市上八万中学校[1]

## 関連学校
- 徳島市一宮幼稚園
- 徳島市上八万中学校

## 通学区域が隣接している学校
- 徳島市上八万小学校
- 徳島市加茂名南小学校
- 徳島市国府小学校
- 徳島市入田小学校
- 神山町立広野小学校、神山町立神領小学校の少なくとも一方
- 佐那河内村立佐那河内小学校